# ГЕС Хаджининоглу
ГЕС Хаджининоглу (тур. Hacınınoğlu) — гідроелектростанція на південному сході Туреччини. Знаходячись між ГЕС Саригюзель (вище по течії) та ГЕС Мензелет, входить до складу каскаду на річці Джейхан, яка біля однойменного міста впадає до Середземного моря.
У межах проєкту річку перекрили бетонною греблею висотою 32 метри та довжиною 160 метрів, яка спрямовує ресурс у розташований на правобережжі водозабір. Звідти по каналу довжиною 0,4 км вода надходить у чотири відкриті басейни для видалення осаду, після чого потрапляє до дериваційного тунелю довжиною 5,6 км із діаметром 6 метрів. Він переходить у напірний водовід завдовжки до 0,3 км із діаметром 5 метрів, який на завершенні розгалужується на два діаметрами по 2,8 метра.
Основне обладнання станції становлять дві турбіни типу Френсіс потужністю по 72,2 МВт, які при напорі у 131 метр повинні забезпечувати виробництво 367 кВт·год електроенергії на рік.
Видача продукції відбувається по ЛЕП, розрахованих на роботу під напругою 154 кВ.